# 红背杜鹃
红背杜鹃（学名：Rhododendron rufescens）为杜鹃花科杜鹃花属下的一个种。

## 扩展阅读
- 維基物種上的相關：红背杜鹃